# بلاج جانك
بلاج جانك، (بالإنجليزية: Blaž Janc)‏، مواليد 20 نوفمبر 1996 في برجيتسي، هو لاعب كرة يد سلوفيني يلعب كجناح أيمن. يلعب حاليا مع نادي فيف تارغي كيلسي ويحمل الرقم 8. مثل منتخب سلوفينيا لكرة اليد. شارك في دورة الألعاب الأولمبية الصيفية سنة 2016.

## سجل المنافسة
شارك في البطولات التالية:
- الألعاب الأولمبية الصيفية 2016

## روابط خارجية
- بلاج جانك على موقع الاتحاد الأوروبي لكرة اليد (الإنجليزية)
- بلاج جانك على موقع اللجنة الأولمبية الدولية (الإنجليزية)
- بلاج جانك على موقع أوليمبيديا (الإنجليزية)